# كوامي باه (سياسي)
كوامي باه هو دبلوماسي وعسكري وسياسي غاني، ولد في 21 مايو 1938 في Dormaa Ahenkro ‏ في غانا، وتوفي في 8 أبريل 1997. انتخب وزير الخارجية ‏.

## وصلات خارجية
- كوامي باه على موقع مونزينجر (الألمانية)